# 수번뇌
수번뇌(隨煩惱, 산스크리트어: upakleśā)는 수혹(隨惑)이라고도 하는데 세 가지 뜻이 있다. 첫 번째는 근본번뇌(根本煩惱, 산스크리트어: mūla-kleśa)를 따라 일어난 2차적인 번뇌라는 뜻으로, 이 경우의 수번뇌를 근본번뇌와 구분하여 지말번뇌(枝末煩惱) 또는 지말혹(枝末惑)이라고도 한다. 두 번째는 마음[心, 산스크리트어: citta]을 따라 일어나서 유정을 괴롭고 혼란스럽게[惱亂] 하는 마음작용, 즉 근본번뇌라는 뜻이다. 세 번째는 첫 번째와 두 번째의 의미를 통칭하는 것으로, 이 경우의 수번뇌는 곧 일체(一切)의 번뇌 즉 모든 번뇌를 말하며, 이 경우 수번뇌는 번뇌의 여러 다른 이름 가운데 하나이다.
주로 첫 번째의 뜻으로 사용되는데, 이 경우 부파불교의 설일체유부에서는 19가지 번뇌를, 대승불교의 유식유가행파에서는 20가지 번뇌를 수번뇌(隨煩惱)로 설정하고 있다. 아래 목록들에서 상대 목록에는 포함되지 않은 마음작용들이 빨강으로 표시되어 있다.
- 설일체유부의 19수번뇌
  - 소번뇌지법(小煩惱地法)의 10가지 모두: 분(忿) · 부(覆) · 간(慳) · 질(嫉) · 뇌(惱) · 해(害) · 한(恨) · 첨(諂) · 광(誑) · 교(憍)
  - 대불선지법(大不善地法)의 2가지 모두: 무참(無慚) · 무괴(無愧)
  - 대번뇌지법(大煩惱地法)의 6가지 가운데 5가지: 방일(放逸) · 해태(懈怠) · 불신(不信) · 혼침(惛沈) · 도거(掉擧)
  - 부정지법(不定地法)의 8가지 가운데 2가지: 수면(睡眠) · 악작(惡作)
- 유식유가행파의 20수번뇌
  - 소수번뇌심소(小隨煩惱心所)의 10가지 모두: 분(忿) · 한(恨) · 부(覆) · 뇌(惱) · 질(嫉) · 간(慳) · 광(誑) · 첨(諂) · 해(害) · 교(憍)
  - 중수번뇌심소(中隨煩惱心所)의 2가지 모두: 무참(無慚) · 무괴(無愧)
  - 대수번뇌심소(大隨煩惱心所)의 8가지 모두: 도거(掉擧) · 혼침(惛沈) · 불신(不信) · 해태(懈怠) · 방일(放逸) · 실념(失念) · 산란(散亂) · 부정지(不正知)

## 부파불교의 수번뇌
지말번뇌 또는 지말혹으로서의 수번뇌의 경우,
부파불교의 설일체유부에서는, 먼저, 근본번뇌(根本煩惱)를 수면(隨眠)이라고 한다. 수면(隨眠)은 6가지, 7가지, 10가지 또는 98가지로 세분되는데 각각을 6수면 · 7수면 · 10수면 · 98수면이라 한다. 7수면 · 10수면 · 98수면은 모두 6수면을 재차 세분한 것이다.
설일체유부의 교학에서 6수면 즉 6가지 근본번뇌는 탐(貪) · 진(瞋) · 만(慢) · 의(疑) · 무명(無明) · 견(見)을 말한다. 설일체유부의 5위 75법의 법체계에서 살펴보면, 탐(貪) · 진(瞋) · 만(慢) · 의(疑)는 심소법(心所法: 46가지) 중 부정지법(不定地法: 8가지)에 속하고, 무명(無明)은 심소법 중 대번뇌지법(大煩惱地法: 6가지) 가운데 하나인 치(癡)의 다른 이름이며, 견(見)은 심소법 중 대지법(大地法: 10가지) 가운데 하나인 혜(慧)의 그릇된 상태를 말한다.
심소법에 속한 46가지 마음작용 가운데 이들 6가지 근본번뇌와 대선지법(大善地法)에 속한 10가지 마음작용을 제외한 나머지 30가지 마음작용이 모두 수번뇌가 될 수 있다.
이들 30가지 마음작용 중 대지법(10가지)에 속한 수(受) · 상(想) · 사(思) · 촉(觸) · 욕(欲) · 염(念) · 작의(作意) · 승해(勝解) · 삼마지(三摩地)의 9가지와 부정지법(不定地法: 8가지)에 속한 심(尋) · 사(伺)의 2가지의 총 11가지의 마음작용들은 무엇과 상응하느냐에 따라 번뇌(煩惱)가 되기도 하고 선(善)이 되기도 하는데, 근본번뇌를 비롯한 번뇌 또는 불선(不善)과 상응한 경우에는 번뇌가 되므로 따라서 수번뇌가 되며 선(善)과 상응한 경우에는 번뇌가 아닌 선(善)이 된다. 이와는 달리, 30가지 마음작용 가운데 이들 11가지를 제외한 나머지 19가지 마음작용은 그 자체가 근본번뇌로부터 파생하여 생긴 번뇌이기 때문에 언제나 수번뇌이다. 이러한 이유로 《아비달마구사론》에서는 지말번뇌 또는 지말혹으로서의 수번뇌로 여기서 말한 19가지를 들고 있다.
설일체유부의 5위 75법의 법체계에서 살펴보면, 이들 19가지 수번뇌는 다음과 같다.
- 대번뇌지법(大煩惱地法)의 6가지 가운데 5가지: 방일(放逸) · 해태(懈怠) · 불신(不信) · 혼침(惛沈) · 도거(掉擧)
- 대불선지법(大不善地法)의 2가지 모두: 무참(無慚) · 무괴(無愧)
- 소번뇌지법(小煩惱地法)의 10가지 모두: 분(忿) · 부(覆) · 간(慳) · 질(嫉) · 뇌(惱) · 해(害) · 한(恨) · 첨(諂) · 광(誑) · 교(憍)
- 부정지법(不定地法)의 8가지 가운데 2가지: 수면(睡眠) · 악작(惡作)

## 대승불교의 수번뇌
지말번뇌 또는 지말혹으로서의 수번뇌의 경우,
대승불교의 유식유가행파에서는, 먼저, 근본번뇌(根本煩惱)를 수면(隨眠)이라고 하는데 특히 현행하고 있는 근본번뇌의 종자적 측면을 가리켜 수면이라고 한다. 유식유가행파에서는 수면 즉 근본번뇌를 6가지, 7가지, 10가지 또는 128가지로 세분되는데 각각을 6근본번뇌 · 7근본번뇌 · 10근본번뇌 · 128근본번뇌라 한다. 7근본번뇌 · 10근본번뇌 · 128근본번뇌는 모두 6근본번뇌를 재차 세분한 것이다. 유식유가행파의 교학에서 6근본번뇌는 탐(貪) · 진(瞋) · 만(慢) · 무명(無明) · 의(疑) · 부정견(不正見)을 말한다. 유식유가행파의 5위 100법의 법체계에서 살펴보면, 이들 6가지 근본번뇌는 모두 심소법(心所法: 51가지) 중 번뇌심소(煩惱心所: 6가지)에 속하고, 또한 번뇌심소는 오로지 이들 6가지 근본번뇌들로 이루어져 있다. '번뇌심소'라는 명칭에서  보듯이 유식유가행파에서 번뇌라고 할 때는 '모든 번뇌'가 아닌 근본번뇌만을 가리키는 경우가 많다.
심소법에 속한 51가지 마음작용 가운데 이들 6가지 근본번뇌와 선심소(善心所)에 속한 11가지 마음작용을 제외한 나머지 34가지 마음작용이 모두 수번뇌가 될 수 있다.
이들 34가지 마음작용 중 변행심소(5가지)에 속한 작의(作意) · 촉(觸) · 수(受) · 상(想) · 사(思)의 5가지와
별경심소(5가지)에 속한 욕(欲) · 승해(勝解) · 염(念) · 삼마지(三摩地) · 혜(慧)의 5가지와
부정심소(4가지)에 속한 수면(睡眠) · 악작(惡作) · 심(尋) · 사(伺)의 4가지의 총 14가지의 마음작용들은 무엇과 상응하느냐에 따라
번뇌(煩惱)가 되기도 하고 선(善)이 되기도 하는데, 근본번뇌를 비롯한 번뇌 또는 불선(不善)과 상응한 경우에는 번뇌가 되므로 따라서 수번뇌가 되며 선(善)과 상응한 경우에는 번뇌가 아닌 선(善)이 된다. 이와는 달리, 34가지 마음작용 가운데 이들 14가지를 제외한 나머지 20가지 마음작용은 그 자체가 근본번뇌를 따라 일어나서 생긴 번뇌이기 때문에 언제나 수번뇌이다. 이러한 이유로 《성유식론》에서는 지말번뇌 또는 지말혹으로서의 수번뇌로 여기서 말한 20가지를 들고 있다.
유식유가행파의 5위 100법의 법체계에서 살펴보면, 이들 20가지 수번뇌는 심소법의 세부 그룹인 수번뇌심소(隨煩惱心所)를 이루고 있는데, 수번뇌심소는 다시 다음과 같이 3그룹으로 세분된다.
- 소수번뇌심소(小隨煩惱心所)의 10가지 모두: 분(忿) · 한(恨) · 부(覆) · 뇌(惱) · 질(嫉) · 간(慳) · 광(誑) · 첨(諂) · 해(害) · 교(憍)
- 중수번뇌심소(中隨煩惱心所)의 2가지 모두: 무참(無慚) · 무괴(無愧)
- 대수번뇌심소(大隨煩惱心所)의 8가지 모두: 도거(掉擧) · 혼침(惛沈) · 불신(不信) · 해태(懈怠) · 방일(放逸) · 실념(失念) · 산란(散亂) · 부정지(不正知)

## 경론별 설명

### 법온족론
부파불교의 설일체유부의 번뇌론에 따르면 지말번뇌의 의미로서의 수번뇌로는 19가지가 있고, 대승불교의 유식유가행파의 번뇌론에 따르면 20가지가 있다.
그런데 설일체유부의 논서 《구사론》 제21권과  유식유가행파의 논서 《성유식론》 제6권 등에 따르면, 실제로 수번뇌로는 이들 19가지 혹은 20가지만 있는 것이 아니며 근본번뇌가 아니면서 세력이 강하고 두드러진 번뇌(잡염)를 별도로 모은 것이 이들 19가지 혹은 20가지일 뿐이다. 그리고 이들 19가지 혹은 20가지 외에 더 많은 것이 있다는 전거로써 《아비달마법온족론》 제9권의 〈16. 잡사품(雜事品)〉에 나오는 고타마 붓다의 설법이 자주 언급되는데, 그 내용은 다음 인용문과 같다.
 一時薄伽梵。在室羅筏住逝多林給孤獨園。爾時世尊告苾芻眾。汝等若能永斷一法。我保汝等定得不還一法。謂貪若永斷者。我能保彼定得不還。如是瞋癡忿恨覆惱嫉慳誑諂無慚無愧慢過慢慢過慢我慢增上慢卑慢邪慢憍放逸傲憤發矯妄詭詐現相激磨以利求利惡欲大欲顯欲不喜足不恭敬起惡言樂惡友不忍耽嗜遍耽嗜染貪非法。貪著貪惡貪有身見有見無有見貪欲瞋恚惛沈睡眠掉舉惡作疑瞢憒不樂頻申欠呿食不調性心昧劣性種種想不作意麤重觝突饕餮不和軟性不調柔性不順同類欲尋恚尋害尋親里尋國土尋不死尋陵蔑尋假族尋愁歎苦憂擾惱。於此一法。若永斷者。我能保彼定得不還。爾時世尊。為攝前義。而說頌曰。

　　貪所繫有情　　數往諸惡趣

　　智者能正斷　　不還此世間

如是瞋癡乃至擾惱。一一別頌。如貪應知。
 
어느 때 박가범께서 실라벌(室羅筏) 서다림(逝多林)의 급고독원(給孤獨園)에 계셨다.

그 때에 세존께서 필추들에게 말씀하셨다.

"너희들이 만일 하나의 법[一法]을 영원히 끊게 되면 나는 '너희들은 반드시 불환(不還)을 얻으리라'고 보증하겠느니라.

하나의 법이란 바로 탐(貪)이니, 만일 영원히 끊은 이면 나는 '그는 반드시 불환을 얻으리라'고 보증할 수 있나니, 그와 같아서 진(瞋) · 치(癡)와 분(忿) · 한(恨) · 부(覆) · 뇌(惱) · 질(嫉) · 간(慳) · 광(誑) · 첨(諂) · 무참(無慚) · 무괴(無愧)와 만(慢) · 과만(過慢) · 만과만(慢過慢) · 아만(我慢) · 증상만(增上慢) · 비만(卑慢) · 사만(邪慢)과 교(憍) · 방일(放逸) · 오(傲) · 분발(憤發) · 교망(矯妄) · 궤사(詭詐) · 현상(現相) · 격마(激磨)와 이익으로써 이익을 구하는 것[以利求利]과 악욕(惡欲) · 대욕(大欲) · 현욕(顯欲)과 기뻐하고 만족하게 여기지 않는 것[不喜足]과 공경하지 않는 것[不恭敬]과 악한 말을 하는 것[惡言]과 나쁜 벗을 좋아하는 것[樂惡友]과 불인(不忍) · 탐기(耽嗜) · 변탐기(遍耽嗜) · 염탐(染貪) · 비법탐(非法貪) · 착탐(著貪) · 악탐(惡貪)과 유신견(有身見) · 유견(有見) · 무유견(無有見)과 탐욕(貪欲) · 진에(瞋恚) · 혼침(惛沈) · 수면(睡眠) · 도거(掉擧) · 악작(惡作) · 의(疑)와 몽궤(瞢憒) · 불락(不樂) · 빈신(頻申) · 흠거(欠呿)와 음식이 조화되지 않는 성품[食不調性]과 마음이 어둡고 하열한 성품[心昧劣性]과 갖가지 생각[種種想]과 부작의(不作意) · 추중(麤重) · 저돌(觝突) · 도철(饕餮)과 온화하고 유연하지 못한 성품[不和軟性]과 조화되고 부드럽지 못한 성품[不調柔性]과 같은 무리에 따르지 않는 것[不順同類]과 욕심(欲尋) · 에심(恚尋) · 해심(害尋) · 친리심(親里尋) · 국토심(國土尋) · 불사심(不死尋) · 능멸심(陵蔑尋) · 가족심(假族尋)과 수(愁) · 탄(歎) · 고(苦) · 우(憂) · 요뇌(擾惱)이니, 여기에 있는 어떤 하나의 법에서라도 만일 영원히 끊은 이면 나는 '그는 반드시 불환을 얻으리라'고 보증하느니라."

그 때에 세존께서 앞의 뜻을 거두기 위하여 게송으로 말씀하셨다.

　　탐(貪)에 매인 유정은

　　자주 모든 악취(惡趣)에 가지만

　　지혜로운 이는 바르게 끊어서

　　이 세간에 돌아오지 않느니라.

이와 같이 진(瞋) · 치(癡) 나아가 요뇌(擾惱) 등 하나하나의 다른 게송도 탐(貪)에서와 같은 줄 알아야 한다.
 — 《아비달마법온족론》 제9권 〈16. 잡사품(雜事品)〉. 한문본 & 한글본

### 품류족론
부파불교의 설일체유부의 논서 《품류족론》 제1권에 따르면,
수번뇌(隨煩惱)는 다음의 두 가지를 뜻한다.
1. 수번뇌(隨煩惱)는 모든 수면(隨眠)을 말한다. 즉, 수면의 세분인 6수면 · 7수면 · 10수면 혹은 98수면을 뜻한다.
2. 수번뇌(隨煩惱)는 5온 가운데 행온(行蘊)에 속한 마음작용(심소법) 가운데 수면(隨眠)을 제외한 모든 염오심소(染污心所) 즉 '염오성의 마음작용[染污心所]'을 뜻한다.

첫 번째의 경우 수번뇌는 모든 번뇌 가운데 근본번뇌만을 뜻한다. 두 번째의 경우 수번뇌는 모든 번뇌 가운데 근본번뇌를 따라 일어난 번뇌만을 뜻한다. 첫 번째와 두 번째의 뜻을 모두 합친 뜻인 경우 수번뇌는 '모든 번뇌'와 동의어이다.
두 번째의 경우, 즉 지말번뇌 또는 지말혹으로서의 수번뇌에 대한 《품류족론》의 정의는 5온 가운데 행온과 선 · 불선 · 무기의 3성과 관련되어 진술되고 있다.
《품류족론》 제1권 등에 따르면, 5온 가운데 행온에 속한 법들은 크게 '마음과 상응하는 법인 마음작용(심소법)'과 '마음과 상응하지 않은 법인 심불상응행법'으로 나뉜다. 그리고 마음작용(심소법)은 다시 선 · 불선 · 무기(유무부기와 무부무기로 세분됨)의 3성을 기준으로 나눌 수 있다. 즉, 선의 성질의 마음작용, 불선의 성질의 마음작용, 유부무기의 성질의 마음작용, 무부무기의 성질의 마음작용이 있다. '염오성의 마음작용[染污心所]'은 이 가운데 불선과 유부무기의 성질의 마음작용을 말한다. 한편, 무부무기의 성질의 마음작용은 염오법과 상응할 수도 있고 청정법과 상응할 수도 있으며 무기법과 상응할 수도 있는데, 현재 어떤 법과 상응하고 있는가에 따라 그 마음작용의 현행의 성질이 선 · 불선 또는 무기로 결정된다.

### 구사론
부파불교의 설일체유부의 논서 《구사론》 제21권에 따르면,
수번뇌(隨煩惱)는 다음의 두 가지를 뜻한다.
1. 수번뇌(隨煩惱)는 모든 수면(隨眠)을 말한다. 즉, 모든 근본번뇌를 말한다.
2. 수번뇌(隨煩惱)는 수면(隨眠)을 제외한 모든 염오심소행온(染污心所行蘊)에 속한 법들을 말한다. 즉, 행온(行蘊)에 속한 법들 가운데 근본번뇌를 제외한 모든 염오심소(染污心所) 즉 '염오성의 마음작용[染污心所]'들을 말한다.

《구사론》 제21권에 따르면, 수번뇌는 마음을 따라 뇌란(惱亂)시킨다는 뜻이 있는데 이런 점에서는 수번뇌는 번뇌 즉 근본번뇌를 말한다. 또한, 수번뇌는 근본번뇌를 따라 일어난다는 뜻이 있는데 이런 점에서는 수번뇌는 근본번뇌를 제외한 다른 모든 번뇌로서 염오심소행온(染污心所行蘊)에 포섭되는 것을 말한다. 즉, 지말번뇌를 말한다.
또한, 《구사론》 제21권에 따르면,  후자의 의미로서의 수번뇌 즉 지말번뇌를 열거하자면 《아비달마법온족론》 제9권 〈잡사품(雜事品)〉에 나열된 법들을 들 수 있으며, 특히 전(纏)과 번뇌구(煩惱垢)가 여기에 속한다. 즉, 10전과 6번뇌구가 지말번뇌에 속한다.

### 현종론
부파불교의 설일체유부의 논서 《현종론》 제27권에 따르면,
수번뇌(隨煩惱)는 다음의 두 가지를 뜻한다.
1. 수번뇌(隨煩惱)는 모든 수면(隨眠), 즉 모든 근본번뇌를 말한다.
2. 수번뇌(隨煩惱)는 수면(隨眠) 즉 근본번뇌를 따라 일어난 모든 번뇌들을 말한다. 즉, 지말번뇌를 말한다.

《현종론》 제27권에 따르면, 능히 마음을 따라 일어나서 마음을 요란(擾亂: 고요하지 못하게 함)시키기 때문에 번뇌 즉 근본번뇌라고 한다. 그리고 모든 수면(隨眠)을 번뇌 즉 근본번뇌라고 할 수 있는 것은 수면이 이러한 번뇌상(煩惱相)을 완전히 갖추고 있기 때문이다. 그리고 근본번뇌는 번뇌상을 완전히 갖추고 있기 때문에 결(結) · 박(縛) · 수면(隨眠) · 수번뇌(隨煩惱) · 전(纏)의 뜻을 갖는다.
근본번뇌를 제외한 다른 염오심소행온, 즉 지말번뇌로서의 수번뇌(隨煩惱)는 이와는 다르다. 즉, 근본번뇌가 마음을 따라 일어나서 마음을 요란(擾亂: 고요하지 못하게 함)시키는 것과는 달리, 지말번뇌로서의 수번뇌는 근본번뇌를 따라 일어나서 마음을 요란(擾亂: 고요하지 못하게 함)시킨다. 이러한 이유로 근본번뇌은 번뇌상(煩惱相)을 완전히 갖추고 있지 못하며, 그렇기 때문에 단지 '수번뇌' 즉 '따라 일어나는 번뇌'라고 이름할 뿐, 번뇌(근본번뇌)라고는 이름하지 않는다. 이것은 비유로써 말하자면, "만약 원만한(완전한) 번뇌상을 갖추지 않은 법을 일컬어 '수번뇌(隨煩惱)'라고 이름하는데, 달이 원만하지 않은 것을 '수월(隨月)'이라고 이름하는 것과 같다."
《현종론》 제27권에 따르면, 경전에서는 갖가지 수번뇌를 설하고 있기 때문에 수번뇌로는 다수의 법이 있다고 보아야 한다. 예를 들어 분발(憤發) · 불인(不忍: 참지 않음, 참지 못함) · 기악언(起惡言: 험악한 말을 일으킴) 등이 수번뇌에 속한다. 또한, 《현종론》 제27권에 따르면, 고타마 붓다가 바라문에게 "스물한 가지의 온갖 수번뇌가 있어 능히 마음을 뇌란시킨다"는 진술을 하였는데, 이 진술에서 보듯이 수번뇌는 단지 19가지 혹은 20가지만이 있는 것이 아니라 다수가 있다. 다만, 대표적인 것들로 10전(十纏)과 6번뇌구(六煩惱垢)를 들 수 있다.

### 유가사지론
대승불교의 유식유가행파의 논서 《유가사지론》 제8권에 따르면,
수번뇌(隨煩惱)는 번뇌의 다른 이름인 결(結) · 박(縛) · 수면(隨眠) · 수번뇌(隨煩惱) · 전(纏) · 폭류(暴流) · 액(軛) · 취(取) · 계(繫) · 개(蓋) · 주올(株杌) · 구(垢) · 상해(常害) · 전(箭) · 소유(所有) · 근(根) · 악행(惡行) · 누(漏) · 궤(匱) · 소(燒) · 뇌(惱) · 유쟁(有諍) · 화(火) · 치연(熾然) · 조림(稠林) · 구애(拘礙) 가운데 하나이다.
수번뇌(隨煩惱)는 번뇌가 마음을 전도(顚倒)시키고 오염(污染)시킨다는 것[倒染心]을 뜻한다.
수번뇌(隨煩惱)는 특히 탐(貪) · 진(瞋) · 치(癡)의 3수번뇌(三隨煩惱)을 말한다.
또한, 《유가사지론》 제89권에 따르면,
수번뇌(隨煩惱)는 탐불선근(貪不善根) · 진불선근(瞋不善根) · 치불선근(癡不善根) · 분(忿) · 한(恨) 등의 모든 잡예사(雜穢事), 즉 더러움으로 물든 것, 더러움으로 덮힌 것, 즉 오염된 것, 즉 모든 번뇌를 말한다.
다음과 같은 마음작용들이 수번뇌 즉 번뇌 즉 잡예사에 속한다.
1. 탐불선근(貪不善根)
2. 진불선근(瞋不善根)
3. 치불선근(癡不善根)
4. 분(忿)
5. 한(恨)
6. 부(覆)
7. 열뇌(熱惱)
8. 질(嫉)
9. 간(慳)
10. 광(誑)
11. 첨(諂)
12. 무참(無慚)
13. 무괴(無愧)
14. 만(慢)
15. 과만(過慢)
16. 만과만(慢過慢)
17. 아만(我慢)
18. 증상만(增上慢)
19. 하열만(下劣慢)
20. 사만(邪慢)
21. 교(憍)
22. 방일(放逸)
23. 오(傲)
24. 분(憤)
25. 교(矯)
26. 사(詐)
27. 현상(現相)
28. 연구(研求)
29. 불경(不敬)
30. 악설(惡說)
31. 악우(惡友)
32. 악욕(惡欲)
33. 대욕(大欲)
34. 자희욕(自希欲)
35. 불인(不忍)
36. 탐기(耽嗜)
37. 변탐기(遍耽嗜)
38. 탐(貪)
39. 비법탑(非法貪)
40. 집착(執著)
41. 악탐(惡貪)
42. 견(見)
43. 유견(有見)
44. 무유견(無有見)
45. 5개(五蓋)
46. 몽(瞢)
47. 식부지량(食不知量)
48. 부작의(不作意)
49. 불응리(不應理)
50. 심하열(心下劣)
51. 저돌(抵突)
52. 비자(諀訿)
53. 불순직(不純直)
54. 불화연(不和軟)
55. 불수순(不隨順)
56. 욕심사(欲尋思)
57. 에심사(恚尋思)
58. 해심사(害尋思)
59. 친리심사(親里尋思)
60. 국토심사(名國土尋思)
61. 불사심사(不死尋思)
62. 경멸상응심사(輕蔑相應尋思)
63. 가세상응심사(家勢相應尋思)
64. 수(愁)
65. 탄(歎) 등

### 집론·잡집론
대승불교의 유식유가행파의 논서 《집론》 제4권과 《잡집론》 제6권에 따르면,
수번뇌(隨煩惱)는 번뇌의 다른 이름인 결(結) · 박(縛) · 수면(隨眠) · 수번뇌(隨煩惱) · 전(纏) · 폭류(暴流) · 액(軛) · 취(取) · 계(繫) · 개(蓋) · 주올(柱杌) · 구(垢) · 소해(燒害) · 전(箭) · 소유(所有) · 악행(惡行) · 누(漏) · 궤(匱) · 열(熱) · 뇌(惱) · 쟁(諍) · 치연(熾然) · 조림(稠林) · 구애(拘礙) 가운데 하나이다.
그리고, 보다 구체적으로는, 《집론》 제4권과 《잡집론》 제7권에 따르면, 수번뇌(隨煩惱)는 다음의 두 가지를 뜻한다. 아래의 두 가지 뜻이 모두 합쳐진 경우 수번뇌는 '모든 번뇌'의 동의어이다.
1. 수번뇌(隨煩惱)는 소유번뇌(所有諸煩) 즉 존재하는 모든 번뇌(煩惱) 즉 존재하는 모든 근본번뇌를 말한다.
2. 수번뇌(隨煩惱)는 염오행온(染污行蘊) 즉 '염오성의 행온'에서 번뇌(煩惱) 즉 근본번뇌를 제외한 모든 마음작용[心法]을 말한다. 즉, 수번뇌는 근본번뇌를 제외한 나머지 모든 번뇌들, 즉 지말번뇌를 뜻한다.

《집론》과 《잡집론》에 따르면, 소유번뇌로서의 수번뇌는 탐(貪) · 진(瞋) · 치(癡) 등의 번뇌, 즉 6가지 근본번뇌를 말한다. 이들 6근본번뇌를 수번뇌라고 부르는 이유는 이 근본번뇌들이 마음[心]을 따라 다니면서 요동시킴[隨惱]으로써 불이염(不離染) · 불해탈(不解脫) · 부단장(不斷障)을 일으키기 때문이다. 즉, 마음으로 하여금 이염(離染)하지 못하게 하고 해탈(解脫)하지 못하게 하고 단장(斷障: 장애를 끊음)하지 못하게 하기 때문에 수번뇌(隨煩惱) 즉 마음을 따라 다니면서 요동시키는 근본번뇌라고 이름한 것이다. 《집론》과 《잡집론》에 따르면, 이와 관련하여 고타마 붓다가 다음과 같은 진술을 하였다.
 汝等長夜為貪瞋癡隨所惱亂心恒染污。

 
여러분들의 기나긴 어두운 밤의 시절 동안, 마음을 따라 다니면서 뇌란(惱亂: 요동시킴, 고요하지 못하게 함)시키는 탐 · 진 · 치에 의해 여러분의 마음이 뇌란되었었기 때문에 [그 결과로 지금 여러분의] 마음이 항상 '오염된 상태[染污]'에 처하는 것입니다.
 — 《집론》 제4권. 한문본 & 한글본, 《잡집론》 제7권. 한문본 & 한글본
또한, 《집론》과 《잡집론》에 따르면, 지말번뇌로서의 수번뇌는 염오행온(染污行蘊)에서 탐(貪) · 진(瞋) · 치(癡) 등의 번뇌, 즉 6가지 근본번뇌를 제외시켰을 때 남는 나머지 모든 법을 말한다. 이것은 곧 분(忿) 등과 같은 마음작용[心法]들이다.

### 성유식론
대승불교의 유식유가행파의 논서 《성유식론》 제6권에 따르면,
수번뇌(隨煩惱)는 근본번뇌의 분위차별이거나 근본번뇌와 등류(等流)하는 법이다. 따라서 수번뇌는 독립적으로 작용하지 않고, 근본번뇌의 작용에 의해 동류(同類)로서 이끌려 일어나며 근본번뇌와 함께 작용한다.  따라서, 어떤 근본번뇌가 끊어질 때 그것의 동류(同類)로서 이끌려 일어나 그 근본번뇌와 함께 작용하고 있던 수번뇌도 동시에 끊어진다.
즉, 《성유식론》 제6권에 따르면 수번뇌는 오로지 지말번뇌를 뜻하며, 수번뇌로는 아래 목록처럼 20가지가 있다. 분(忿) 등 10가지는 '각기 따로 일어나기[各別起]' 때문에 소수번뇌(小隨煩惱)라고 이름하고, 무참(無慚) · 무괴(無愧)의 2가지는 불선(不善)에 두루하기 때문에 중수번뇌(中隨煩惱)라고 이름하며, 도거(掉擧) 등 8가지는 잡염심 즉 오염된 마음 즉 '불선심과 유부무기심'에 두루하기 때문에 대수번뇌(大隨煩惱)라고 이름한다.
- 소수번뇌심소(小隨煩惱心所)의 10가지 모두: 분(忿) · 한(恨) · 부(覆) · 뇌(惱) · 질(嫉) · 간(慳) · 광(誑) · 첨(諂) · 해(害) · 교(憍)
- 중수번뇌심소(中隨煩惱心所)의 2가지 모두: 무참(無慚) · 무괴(無愧)
- 대수번뇌심소(大隨煩惱心所)의 8가지 모두: 도거(掉擧) · 혼침(惛沈) · 불신(不信) · 해태(懈怠) · 방일(放逸) · 실념(失念) · 산란(散亂) · 부정지(不正知)

《성유식론》 제6권에 따르면, 실제로 수번뇌로는 이들 20가지만 있는 것이 아니며 더 많이 있지만 이들 20가지가 근본번뇌가 아니면서 세력이 강하고 두드러진 번뇌(잡염)이기 때문에 별도로 모아서 수번뇌심소로 설정한 것이다.

## 수번뇌의 성질과 단멸
유식유가행파의 번뇌론에 따르면, 6근본번뇌가 10근본번뇌로 세분되고, 다시 10근본번뇌가 3계 5부 분별에 의해 128근본번뇌로 세분되며, 이 가운데 112근본번뇌 즉 112혹이 견혹에 해당하며 16근본번뇌 즉 16혹이 수혹에 해당한다. 기본적으로, 지말번뇌로서의 수번뇌는 6근본번뇌 혹은 세부적으로는 128근본번뇌(128혹)를 따라 일어난 번뇌이므로 근본번뇌가 끊어질 때 수번뇌도 함께 끊어진다. 그렇기 때문에 부파불교와 대승불교의 교학에서는 근본번뇌에 대해  3계 5부로 분별하여 수행계위와 관련시켜 다루지만, 수번뇌에 대해서는 그것의 대치법(對治法)에 대해서 주로 다루며 3계 5부로 분별하는 것은 굳이 하지 않는다.
《성유식론》 제6권에 따르면 각각의 수번뇌(隨煩惱: 20가지)는 아래의 "수번뇌의 성질 표" 단락에 나열된 바와 같이 특정한 근본번뇌(根本煩惱: 6가지)로부터 따라 일어난다[隨起]. 그런데 어떤 수번뇌가 특정한 근본번뇌를 따라 일어난다[隨起], 등류한다[等流] 또는 동류이다[同類]라는 것이 해당 수번뇌가 반드시 가유(假有)라는 것을 의미하는 것은 아니다.
《성유식론》 제6권에 따르면, 소수번뇌심소(小隨煩惱心所: 10가지)에 속한 분(忿) · 한(恨) · 뇌(惱) · 부(覆) · 광(誑) · 첨(諂) · 교(憍) · 해(害) · 질(嫉) · 간(慳)의 10가지 수번뇌와 대수번뇌심소(大隨煩惱心所: 8가지)에 속한 방일(放逸) · 실념(失念) · 부정지(不正知)의 3가지 수번뇌를 합한 총 13가지 수번뇌는 반드시 가유(假有)이다. 이에 비해 중수번뇌심소(中隨煩惱心所: 2가지)에 속한 무참(無慚) · 무괴(無愧)의 2가지 수번뇌 모두와 대수번뇌심소(大隨煩惱心所: 8가지)에 속한 불신(不信) · 해태(懈怠)의 2가지 수번뇌를 합한 총 4가지 수번뇌는 반드시 실유(實有)이다. 나머지 3가지 수번뇌, 즉 대수번뇌심소(大隨煩惱心所: 8가지)에 속한 혼침(惛沈) · 도거(掉擧) · 산란(散亂)에 대해서는 논사들에 따라 의견이 갈린다.
한편, 가유(假有)인 수번뇌에 대해서 그것의 발동근거 또는 실체가 되는 근본번뇌가 무엇인가에 대해서 논사들의 의견이 항상 일치하는 것은 아니다. 예를 들어, 소수번뇌심소(小隨煩惱心所: 10가지)에 속한 부(覆)가 그러하다. 이와 같이 발동근거가 되는 근본번뇌에 대한 논사들의 의견이 서로 다른 경우 아래 "수번뇌의 성질 표"의 제5열에서는 행을 나누어 구분하여 표시하고 있다. 이들 중 첫 행에 나오는 것이 호법의 견해이다.
《성유식론》 제6권에 따르면, 20가지 수번뇌는 모두 분별기이기도 하고 구생기이기도 하다. 즉 견혹이기도 하고 수혹이기도 하다. 달리 말하면, 20가지 수번뇌는 견혹의 측면과 수혹의 측면을 모두 가진 번뇌로, 20가지 수번뇌의 견혹의 측면은 견도에서 그 모두가 한꺼번에 끊어지고, 수혹의 측면은 수도에서 점진적으로 끊어진다. 이렇게 되는 이유는 수번뇌가 근본번뇌를 '따라 일어나는[隨起]' 번뇌이기 때문이다. 즉, 근본번뇌가 견혹이면 따라 일어난 수번뇌도, 이 수번뇌가 가유인지 또는 실유인지에 상관없이, 항상 견혹이고, 근본번뇌가 수혹이면 따라 일어난 수번뇌도, 이 수번뇌가 가유인지 또는 실유인지에 상관없이, 항상 수혹이기 때문이다.

## 수번뇌의 성질 표
| 번호 | 수번뇌         | 견혹 · 수혹 | 가유 · 실유 | 가유인 경우의 근본번뇌 또는 실유인 경우의 주요 등류번뇌   | 참고 문헌                                 |
| ---- | -------------- | ----------- | ----------- | --------------------------------------------------------- | ----------------------------------------- |
| 1    | 분(忿)         | 견혹 · 수혹 | 가유(假有)  | 진(瞋)                                                    | [ 56 ] [ 57 ]                             |
| 2    | 한(恨)         | 견혹 · 수혹 | 가유(假有)  | 진(瞋)                                                    | [ 58 ] [ 59 ]                             |
| 3    | 뇌(惱)         | 견혹 · 수혹 | 가유(假有)  | 진(瞋)                                                    | [ 60 ] [ 61 ]                             |
| 4    | 부(覆)         | 견혹 · 수혹 | 가유(假有)  | 탐(貪) · 치(癡) 치(癡)                                    | [ 62 ] [ 63 ]                             |
| 5    | 광(誑)         | 견혹 · 수혹 | 가유(假有)  | 탐(貪) · 치(癡)                                           | [ 64 ] [ 65 ]                             |
| 6    | 첨(諂)         | 견혹 · 수혹 | 가유(假有)  | 탐(貪) · 치(癡)                                           | [ 66 ] [ 67 ]                             |
| 7    | 교(憍)         | 견혹 · 수혹 | 가유(假有)  | 탐(貪)                                                    | [ 68 ] [ 69 ]                             |
| 8    | 해(害)         | 견혹 · 수혹 | 가유(假有)  | 진(瞋)                                                    | [ 70 ] [ 71 ]                             |
| 9    | 질(嫉)         | 견혹 · 수혹 | 가유(假有)  | 진(瞋)                                                    | [ 72 ] [ 73 ]                             |
| 10   | 간(慳)         | 견혹 · 수혹 | 가유(假有)  | 탐(貪)                                                    | [ 74 ] [ 75 ]                             |
| 11   | 무참(無慚)     | 견혹 · 수혹 | 실유        | 탐(貪) 모든 번뇌                                          | [ 78 ] [ 79 ] [ 80 ] [ 81 ]               |
| 12   | 무괴(無愧)     | 견혹 · 수혹 | 실유        | 탐(貪) 모든 번뇌                                          | [ 82 ] [ 83 ] [ 80 ] [ 81 ]               |
| 13   | 불신(不信)     | 견혹 · 수혹 | 실유        | 모든 번뇌                                                 | [ 84 ] [ 85 ] [ 86 ] [ 87 ] [ 88 ] [ 89 ] |
| 14   | 해태(懈怠)     | 견혹 · 수혹 | 실유        | 모든 번뇌                                                 | [ 90 ] [ 91 ]                             |
| 15   | 방일(放逸)     | 견혹 · 수혹 | 가유(假有)  | 해태(懈怠) · 탐(貪) · 진(瞋) · 치(癡)                     | [ 92 ] [ 93 ]                             |
| 16   | 혼침(惛沈)     | 견혹 · 수혹 | 가유 · 실유 | 호법의 견해는 미기재 치(癡) 모든 번뇌                     | [ 86 ] [ 87 ]                             |
| 17   | 도거(掉擧)     | 견혹 · 수혹 | 가유 · 실유 | 호법의 견해는 미기재 탐(貪) 모든 번뇌                     | [ 62 ] [ 63 ] [ 88 ] [ 89 ]               |
| 18   | 실념(失念)     | 견혹 · 수혹 | 가유(假有)  | 염(念) · 치(癡) 염(念) 치(癡)                             | [ 94 ] [ 95 ]                             |
| 19   | 부정지(不正知) | 견혹 · 수혹 | 가유(假有)  | 혜(慧) · 치(癡) 혜(慧) 치(癡)                             | [ 96 ] [ 97 ]                             |
| 20   | 산란(散亂)     | 견혹 · 수혹 | 가유 · 실유 | 호법의 견해는 실유라는 것 탐(貪) · 진(瞋) · 치(癡) 치(癡) | [ 98 ] [ 99 ]                             |

## 같이 보기
- 3도: 견도 · 수도 · 무학도
  - 견도: 16심 · 고법지인
  - 무학도: 34심
  - 성문 수행계위: 4향4과 - 10결(= 5하분결 + 5상분결)
  - 보살 수행계위: 52위
- 현관: 4제현관 · 6현관
- 유루와 무루
- 번뇌의 해석
- 번뇌의 다른 이름
  - 개 · 결 · 계 · 구 · 구애 · 궤 · 근 · 뇌 · 누 · 박 · 상해 · 소 · 소유 · 소해 · 수면 · 수번뇌 · 악행 · 액 · 열 · 유쟁 · 쟁 · 전 · 전 · 조림 · 주올 · 취 · 치연 · 폭류 · 화
- 번뇌의 작용
- 번뇌의 분류
  - 3루
  - 4액
  - 4취
  - 4폭류
  - 5부: 견고소단 · 견집소단 · 견멸소단 · 견도소단 · 수도소단 = 견소단 + 수소단
  - 5주지번뇌
  - 견혹 + 수혹 = 견소단 + 수소단 = 미리혹 + 미사혹 = 분별기 + 구생기
  - 근본번뇌 + 수번뇌
  - 번뇌장 + 소지장
- 번뇌 = 근본번뇌 + 수번뇌
  - 근본번뇌 = 수면
    - 3근본번뇌: 탐 · 진 · 치
    - 6수면: 탐 · 진 · 만 · 무명 · 견 · 의
    - 7수면: 욕탐 · 진 · 유탐 · 만 · 무명 · 견 · 의
    - 10수면: 탐 · 진 · 만 · 무명 · 유신견 · 변집견 · 사견 · 견취 · 계금취 · 의
    - 12수면: 욕탐 · 진 · 색탐 · 무색탐 · 만 · 무명 · 유신견 · 변집견 · 사견 · 견취 · 계금취 · 의
    - 98근본번뇌(설일체유부)
      - 견혹 = 견소단 = 미리혹 = 분별기: 설일체유부의 88근본번뇌
      - 수혹 = 수소단 = 미사혹 = 구생기: 설일체유부의 10근본번뇌

    - 128근본번뇌(유식유가행파)
      - 견혹 = 견소단 = 미리혹 = 분별기: 유식유가행파의 112근본번뇌
      - 수혹 = 수소단 = 미사혹 = 구생기: 유식유가행파의 16근본번뇌

  - 수번뇌 = 전
    - 8전 · 10전 · 6번뇌구
    - 19수번뇌(설일체유부)
      - 소번뇌지법의 10가지 모두: 분 · 부 · 간 · 질 · 뇌 · 해 · 한 · 첨 · 광 · 교
      - 대불선지법의 2가지 모두: 무참 · 무괴
      - 대번뇌지법의 6가지 가운데 5가지: 방일 · 해태 · 불신 · 혼침 · 도거
      - 부정지법의 8가지 가운데 2가지: 수면 · 악작

    - 20수번뇌(유식유가행파)
      - 소수번뇌심소의 10가지 모두: 분 · 한 · 부 · 뇌 · 질 · 간 · 광 · 첨 · 해 · 교
      - 중수번뇌심소의 2가지 모두: 무참 · 무괴
      - 대수번뇌심소의 8가지 모두: 도거 · 혼침 · 불신 · 해태 · 방일 · 실념 · 산란 · 부정지
- 번뇌 = 잡염 = 유부무기 + 불선
  - 유부무기
    - 욕계의 번뇌의 일부 · 색계의 번뇌 · 무색계의 번뇌
    - 4근본번뇌(말나식의 4번뇌: 아치 · 아견 · 아만 · 아애)

  - 불선 · 악
    - 욕계의 번뇌의 대다수
    - 불선근
    - 5악 · 10악
- 번뇌 = 108번뇌 = 98수면 + 10전
- 번뇌 = 개: 5개
- 번뇌 = 결: 2결 · 3결 · 4결 · 5결 · 9결 · 10결(= 5하분결 + 5상분결) · 98결 · 108결
- 번뇌 = 구애: 3구애 · 5구애
- 번뇌 = 뇌: 3뇌
- 번뇌 = 누: 3루
- 번뇌 = 박: 3박 · 4박
- 번뇌 = 사: 7사 · 10사 · 98사 · 128사
- 번뇌 = 악행: 3악행
- 번뇌 = 취: 2취 · 4취

## 참고 문헌
- 고려대장경연구소. 《고려대장경 전자 불교용어사전》. 고려대장경 지식베이스 / (사)장경도량 고려대장경연구소. |title=에 외부 링크가 있음 (도움말)
- 곽철환 (2003). 《시공 불교사전》. 시공사 / 네이버 지식백과. |title=에 외부 링크가 있음 (도움말)
- 권오민 (2003). 《아비달마불교》. 민족사.
- 목건련 지음, 현장 한역, 송성수 번역 (K.945, T.1537). 《아비달마법온족론》. 한글대장경 검색시스템 - 전자불전연구소 / 동국역경원. K.945(24-1091), T.1537(26-453). |title=에 외부 링크가 있음 (도움말)
- 미륵 지음, 현장 한역, 강명희 번역 (K.614, T.1579). 《유가사지론》. 한글대장경 검색시스템 - 전자불전연구소 / 동국역경원. K.570(15-465), T.1579(30-279). |title=에 외부 링크가 있음 (도움말)
- 세우 지음, 현장 한역, 송성수 번역 (K.949, T.1542). 《아비달마품류족론》. 한글대장경 검색시스템 - 전자불전연구소 / 동국역경원. K.949(25-149), T.1542(26-692). |title=에 외부 링크가 있음 (도움말)
- 세친 지음, 현장 한역, 권오민 번역 (K.955, T.1558). 《아비달마구사론》. 한글대장경 검색시스템 - 전자불전연구소 / 동국역경원. K.955(27-453), T.1558(29-1). |title=에 외부 링크가 있음 (도움말)
- 운허.  동국역경원 편집, 편집. 《불교 사전》. |title=에 외부 링크가 있음 (도움말)
- 호법 등 지음, 현장 한역, 김묘주 번역 (K.614, T.1585). 《성유식론》. 한글대장경 검색시스템 - 전자불전연구소 / 동국역경원. K.614(17-510), T.1585(31-1). |title=에 외부 링크가 있음 (도움말)
- 황욱 (1999). 《무착[Asaṅga]의 유식학설 연구》. 동국대학원 불교학과 박사학위논문.
- (영어) DDB. 《Digital Dictionary of Buddhism (電子佛教辭典)》. Edited by A. Charles Muller. |title=에 외부 링크가 있음 (도움말)
- (중국어) 목건련 조, 현장 한역 (T.1537). 《아비달마법온족론(阿毘達磨法蘊足論)》. 대정신수대장경. T26, No. 1537, CBETA. |title=에 외부 링크가 있음 (도움말)
- (중국어) 미륵 조, 현장 한역 (T.1579). 《유가사지론(瑜伽師地論)》. 대정신수대장경. T30, No. 1579. CBETA. |title=에 외부 링크가 있음 (도움말)
- (중국어) 星雲. 《佛光大辭典(불광대사전)》 3판. |title=에 외부 링크가 있음 (도움말)
- (중국어) 세우 조, 현장 한역 (T.1542). 《아비달마품류족론(阿毘達磨品類足論)》. 대정신수대장경. T26, No. 1542, CBETA. |title=에 외부 링크가 있음 (도움말)
- (중국어) 세친 조, 현장 한역 (T.1558). 《아비달마구사론(阿毘達磨俱舍論)》. 대정신수대장경. T29, No. 1558, CBETA. |title=에 외부 링크가 있음 (도움말)
- (중국어) 호법 등 지음, 현장 한역 (T.1585). 《성유식론(成唯識論)》. 대정신수대장경. T31, No. 1585, CBETA. |title=에 외부 링크가 있음 (도움말)